# José Ramos-Horta
José Manuel Ramos-Horta, državnik Vzhodnega Timorja, politik, nobelovec, * 26. december 1949. 
Kot ustanovitelj in nekdanji član Revolucionarne fronte za samostojni Vzhodni Timor (FRETILIN) je Ramos-Horta služil kot izgnani predstavnik ljudstva Vzhodnega Timorja pri  uporu proti Indonezijski zasedbi (1975 do 1999). Ob nadaljnji politični poti je izstopil s stranke FRETILIN, in nadaljeval delo po letu 1988 kot neodvisni politik, ki je še vedno občasno sodeloval tudi z ostalimi strankami. 
Po doseženi uspešni neodvisnosti je Vzhodni Timor leta 2002 postal delujoča država, Ramos-Horta pa je bil imenovan prvi minister za zunanje zadeve. Na položaju je ostal do odstopa 25. junija 2006 sredi politične krize 2006. Po odstopu tedanjega predsednika vlade je nato prevzel položaj predsednika vlade po imenovanju predsednika države, nato predelegiran na vnovičen položaj zunanjega ministra. Nekaj let kasneje, 11. februarja 2008, je bil poškodovan zaradi strela, ki je nastal kot posledica atentata. Trenutno je zaposlen pri Združenih narodih kot predstavnik urada za gradnjo miru v državi Gvineja Bissau.

## Nagrade
Skupaj z duhovnikom Belo je Ramos-Horta bil soprejemnik Nobelove nagrade za mir leta 1996 za njuna prizadevanja za pomiritev in osamosvojitev Vzhodnega Timorja. Prejel je tudi odličje Portugalske Veliki Križ leta 1996.